# 間柴茂有
間柴茂有（1951年11月15日—），日本棒球選手，出生於滋賀県大津市，曾經效力於日本職棒日本火腿等隊伍，於1990年退休，生涯通算81次勝投。